# ガビン・フロイド
ガビン・クリストファー・フロイド（Gavin Christopher Floyd, 1983年1月27日 - ）は、アメリカ合衆国・メリーランド州アナランデル郡アナポリス出身の元プロ野球選手（投手）。
メディアによっては「ギャビン・フロイド」と表記される場合もある。実際に発音としてはギャビンのが近い。

## 経歴

### プロ入りとフィリーズ時代
2001年のMLBドラフト1巡目（全体4位）でフィラデルフィア・フィリーズから指名され、8月24日に契約。
2002年、傘下のA級レイクウッド・ブルークロウズでプロデビュー。27試合に登板して11勝10敗・防御率2.77・140奪三振の成績を残した。
2003年はA+級クリアウォーター・フィリーズでプレーし、24試合に登板して7勝8敗・防御率3.00・115奪三振の成績を残した。
2004年はまずAA級レディング・フィリーズでプレーし、20試合に登板して6勝6敗・防御率2.57・94奪三振の成績を残した。8月にAAA級スクラントン・ウィルクスバリ・レッドバロンズへ昇格。AAA級スクラントン・ウィルクスバリでは5試合に登板して1勝3敗・防御率4.99・18奪三振の成績を残した。9月3日にフィリーズとメジャー契約を結び、同日のニューヨーク・メッツ戦でメジャーデビュー。7回を4安打1失点5奪三振に抑え、メジャー初勝利を挙げた。この年メジャーでは6試合に登板して2勝0敗・防御率3.49・24奪三振の成績を残した。
2005年は開幕ロースター入りし、シーズン初登板となった4月9日のセントルイス・カージナルス戦では、7回を3安打1失点に抑え、幸先の良いスタートを切った。2度目の登板となった15日のアトランタ・ブレーブス戦では、3.1回を投げ5安打8失点を喫し、メジャー初黒星を記録すると、リリーフへ配置転換された。しかし転向後2試合連続で救援失敗を犯してしまい、24日にAAA級スクラントン・ウィルクスバリへ降格した。降格後はAAA級スクラントン・ウィルクスバリで24試合に登板して6勝9敗・防御率6.16・66奪三振の成績を残した。登録枠が拡大された9月2日にメジャーへ昇格。昇格後は先発に復帰したが、勝ち星に恵まれなかった。この年は7試合に登板して1勝2敗・防御率10.04・16奪三振の成績を残した。
2006年は開幕ローテーションに加わったが、11試合の登板で、防御率7.29と結果を残せず、6月2日にAAA級スクラントン・ウィルクスバリへ降格した。AAA級スクラントン・ウィルクスバリでは17試合に登板して7勝4敗・防御率4.23・38奪三振の成績を残した。セプテンバー・コールアップの際にもメジャーへ昇格することはなく、そのままシーズンを終えた。この年は11試合に登板して4勝3敗・防御率7.29・32奪三振の成績を残した。

### ホワイトソックス時代
2006年12月7日にフレディ・ガルシアとのトレードで、ジオ・ゴンザレスと共にシカゴ・ホワイトソックスへ移籍。
2007年2月27日にホワイトソックスと1年契約に合意。開幕前まで先発5番手の座をジョン・ダンクスと競争する形になったが、スプリングトレーニング中のオープン戦6試合で0勝3敗・防御率9.00と結果を残せず、対するダンクスは7試合の登板で2勝1敗・防御率5.91とフロイドを上回り、ダンクスが5番手を獲得。敗れたフロイドは3月28日に傘下のAAA級シャーロット・ナイツへ異動し、そのまま開幕を迎えた。7月5日にメジャーへ昇格。同日のミネソタ・ツインズとのダブルヘッダー2試合目に登板したが、5.2回を8安打6失点で敗戦投手となり、10日に降格。24日に再昇格した。昇格後はなかなか先発で結果を残せず、リリーフに配置転換されるなど、苦悩の日々が続いた。8月から先発に固定されたが、勝ち星を挙げることはできなかった。この年は16試合（先発10試合）に登板して1勝5敗・防御率5.27・49奪三振の成績を残した。
2008年2月27日にホワイトソックスと1年契約に合意。開幕ローテーションに加わり、この年は自己最多の33試合に登板。チームトップの17勝（8敗）を挙げ、防御率3.84・145奪三振の成績を残した。チームはフロイドの活躍もあって地区優勝を果たし、タンパベイ・レイズとのディビジョンシリーズへ進出。1勝2敗で迎えた第4戦に登板したが、3回を投げ5安打4失点を喫し、チームは敗退した。
2009年2月25日にホワイトソックスと1年契約に合意したが、3月22日に総額1550万ドルの4年契約（2013年・950万ドルの球団オプション付き）を結んだ。この年は30試合に登板して11勝11敗・防御率4.06・163奪三振の成績を残した。
2010年は31試合に登板して10勝13敗・防御率4.08・151奪三振の成績を残した。7月は5試合の先発で、3勝1敗・防御率0.80、許した失点は3点のみという好成績を残し、8月4日に7月度の「ピッチャー・オブ・ザ・マンス」を受賞した。
2011年は31試合に登板して12勝13敗・防御率4.37・151奪三振の成績を残した。
2012年もエースとして開幕から登板していたが、7月17日に15日間の故障者リスト入りした。7月23日に復帰し、復帰後は7試合に登板したが、8月28日に右肘の故障で再び15日間の故障者リスト入りした。9月12日に復帰。この年は故障で2度離脱したものの、29試合に登板し、5年連続の二桁勝利となる12勝（11敗）を挙げ、防御率4.29・144奪三振の成績を残した。オフの10月30日にホワイトソックスが950万ドルの球団オプションを行使した。
2013年も開幕ローテーションに加わったが、開幕3連敗を喫し、4月27日のレイズ戦で右肘を痛め、翌28日に15日間の故障者リスト入りした。5月6日にトミー・ジョン手術を行うことが発表され、5月7日に60日間の故障者リストへ異動した。その後は手術の影響で全休した。この年は5試合の登板にとどまり、0勝4敗・防御率5.18・25奪三振の成績だった。オフの10月31日にFAとなった。ホワイトソックスは手術後ということもあり、1410万ドルのクオリファイング・オファーを提示しなかった。

### ブレーブス時代
2013年12月16日にアトランタ・ブレーブスと450万ドルの1年契約を結んだ。
2014年3月23日に前年の手術の影響で、15日間の故障者リスト入りした。4月1日にリハビリのため、傘下のAAA級グウィネット・ブレーブスへ異動。5月4日に故障者リストから復帰し、6日のセントルイス・カージナルス戦でメジャー復帰登板を果たした。復帰後は9試合に登板したが、6月20日に右肘の故障で再び15日間の故障者リスト入りした。その後X線検査を行い、右肘頭の骨折と診断された。その後MRI検査を受け、25日に右肘頭の修復手術を行った。当初は再びトミー・ジョン手術を受ける可能性があったため、フロイドは「トミー・ジョン（手術）とは関係なかったことに感謝している」と話した。7月31日に60日間の故障者リストへ異動し、そのままシーズンを終えた。この年は9試合に登板して2勝2敗・防御率2.65・45奪三振の成績を残した。オフの10月30日にFAとなった。

### インディアンス時代
2014年12月16日にクリーブランド・インディアンスと400万ドルの1年契約を結んだ。
前年までは先発での登板がメインだったが、2015年は先発投手としてマウンドに立つ事はなく、リリーフのみで7試合に投げただけに終わった。防御率は2.70を記録し、2年連続で2.00台をキープした。オフの11月2日にFAとなった。

### ブルージェイズ時代
2016年2月7日にトロント・ブルージェイズと1年100万ドルで契約を結んだ。ブルージェイズでも引き続きリリーフの役割を担い、28試合に登板して2勝4敗・防御率4.06・WHIP1.00・30奪三振という成績を残した。また、2013年に次ぐ自己2位の奪三振率8.7をマークした。オフの11月3日にFAとなった。
2017年1月5日にマイナー契約で再契約してスプリングトレーニングに招待選手として参加することになったが、4月5日に自由契約となった。

## 投球スタイル
カーブの曲がり方が凄まじく、調子のよい時はドロップカーブのように垂直に落ちる。メジャーデビューした2004年9月3日の試合前、ブルペンで投球練習をしていた際、当時、投手コーチを務めていたジョー・ケリガンが、「Unbelievable」と連呼したほどである。また、当時チームメイトであったケビン・ミルウッドは、「メジャーでもトップ3に入るカーブだ」と絶賛している。

## 詳細情報

### 年度別投手成績
| 年 度      | 球 団      | 登 板 | 先 発 | 完 投 | 完 封 | 無 四 球 | 勝 利 | 敗 戦 | セ 丨 ブ | ホ 丨 ル ド | 勝 率 | 打 者 | 投 球 回 | 被 安 打 | 被 本 塁 打 | 与 四 球 | 敬 遠 | 与 死 球 | 奪 三 振 | 暴 投 | ボ 丨 ク | 失 点 | 自 責 点 | 防 御 率 | W H I P |
| ---------- | ---------- | ----- | ----- | ----- | ----- | -------- | ----- | ----- | -------- | ----------- | ----- | ----- | -------- | -------- | ----------- | -------- | ----- | -------- | -------- | ----- | -------- | ----- | -------- | -------- | ------- |
| 2004       | PHI        | 6     | 4     | 0     | 0     | 0        | 2     | 0     | 0        | 0           | 1.000 | 126   | 28.1     | 25       | 1           | 16       | 0     | 5        | 24       | 1     | 1        | 11    | 11       | 3.49     | 1.45    |
| 2005       | PHI        | 7     | 4     | 0     | 0     | 0        | 1     | 2     | 0        | 0           | .333  | 127   | 26.0     | 30       | 5           | 16       | 2     | 3        | 17       | 2     | 0        | 31    | 29       | 10.04    | 1.77    |
| 2006       | PHI        | 11    | 11    | 1     | 1     | 0        | 4     | 3     | 0        | 0           | .571  | 264   | 54.1     | 70       | 14          | 32       | 3     | 3        | 34       | 2     | 0        | 48    | 44       | 7.29     | 1.88    |
| 2007       | CWS        | 16    | 10    | 0     | 0     | 0        | 1     | 5     | 0        | 0           | .167  | 314   | 70.0     | 85       | 17          | 19       | 0     | 6        | 49       | 1     | 0        | 45    | 41       | 5.27     | 1.49    |
| 2008       | CWS        | 33    | 33    | 1     | 0     | 0        | 17    | 8     | 0        | 0           | .680  | 878   | 206.1    | 190      | 30          | 70       | 6     | 9        | 145      | 9     | 0        | 107   | 88       | 3.84     | 1.26    |
| 2009       | CWS        | 30    | 30    | 1     | 0     | 0        | 11    | 11    | 0        | 0           | .500  | 797   | 193.0    | 178      | 21          | 59       | 4     | 2        | 163      | 8     | 0        | 93    | 87       | 4.06     | 1.23    |
| 2010       | CWS        | 31    | 31    | 1     | 0     | 0        | 10    | 13    | 0        | 0           | .435  | 798   | 187.1    | 199      | 14          | 58       | 4     | 6        | 151      | 9     | 1        | 92    | 85       | 4.08     | 1.37    |
| 2011       | CWS        | 31    | 30    | 1     | 0     | 0        | 12    | 13    | 0        | 0           | .480  | 798   | 193.2    | 180      | 22          | 45       | 2     | 11       | 151      | 12    | 1        | 97    | 94       | 4.37     | 1.16    |
| 2012       | CWS        | 29    | 29    | 0     | 0     | 0        | 12    | 11    | 0        | 0           | .522  | 724   | 168.0    | 166      | 22          | 63       | 2     | 14       | 144      | 8     | 0        | 84    | 80       | 4.29     | 1.36    |
| 2013       | CWS        | 5     | 5     | 0     | 0     | 0        | 0     | 4     | 0        | 0           | .000  | 110   | 24.1     | 27       | 4           | 12       | 1     | 0        | 25       | 1     | 0        | 15    | 14       | 5.18     | 1.60    |
| 2014       | ATL        | 9     | 9     | 0     | 0     | 0        | 2     | 2     | 0        | 0           | .500  | 229   | 54.1     | 55       | 6           | 13       | 0     | 3        | 45       | 6     | 0        | 23    | 16       | 2.65     | 1.25    |
| 2015       | CLE        | 7     | 0     | 0     | 0     | 0        | 0     | 0     | 0        | 0           | ----  | 55    | 13.1     | 11       | 0           | 4        | 0     | 1        | 7        | 1     | 0        | 4     | 4        | 2.70     | 1.13    |
| 2016       | TOR        | 28    | 0     | 0     | 0     | 0        | 2     | 4     | 0        | 6           | .333  | 124   | 31.0     | 23       | 4           | 8        | 1     | 3        | 30       | 4     | 0        | 14    | 14       | 4.06     | 1.00    |
| 通算：13年 | 通算：13年 | 243   | 196   | 5     | 1     | 0        | 74    | 76    | 0        | 6           | .493  | 5344  | 1250.0   | 1239     | 160         | 415      | 25    | 66       | 985      | 64    | 3        | 664   | 607      | 4.37     | 1.32    |

- 各年度の太字はリーグ最高

### 獲得タイトル・表彰・記録
MiLB
- オールスター・フューチャーズゲーム選出：2回（2003年 - 2004年）

MLB
- ピッチャー・オブ・ザ・マンス：1回（2010年7月）

### 背番号
- 41（2004年）
- 34（2005年 - 2013年）
- 32（2014年）
- 26（2015年）
- 39（2016年）